# ブラジル国立宇宙研究所
ブラジル国立宇宙研究所（ポルトガル語: Instituto Nacional de Pesquisas Espaciais：INPE）は、ブラジルの科学技術省の研究機関。主な目的は科学研究、技術応用、宇宙分野の人員適格化、大気科学、宇宙工学、宇宙科学技術の促進である。なお、INPEは航空宇宙活動のための民間研究所であり、一方、ブラジル空軍の航空宇宙技術総合司令部は軍の研究機関である。INPEはサンパウロ州、サン・ジョゼ・ドス・カンポスに位置している。

## 概要

### 設立以前
1961年8月3日、ジャニオ・クアドロス大統領は国家宇宙活動委員会の組織団体(COGNAE、後の国家宇宙事業委員会(CNAE))を作る法令に署名した。この団体が現在のINPEの大元になった。これによってCOGNAEは、宇宙関連領域の研究を促進・支援・調整するほか、熟練した研究者チームの育成と国家主導による共同設立に向けた活動を始めた。
まず、サン・ジョゼ・ドス・カンポスの研究所を通して研究計画が推進された。この研究所は現在の本部となっている。この研究には地上に設置された装置による大気上層部での電離層観測と、主にナタル近郊のブラジリア・バレイラスのインフェルノ宇宙基地からの科学ロケット搭載貨物の発射が含まれていた。

### 設立後
1971年4月22日、国立研究会議の下位組織として、INPEが設立された。INPEは、大統領の顧問組織であるブラジル宇宙活動委員会の指定による、民生分野における宇宙研究開発のための執行組織である。
1970年代半ばまで、気象用、通信用、地球観測用衛星の利用が主要な計画に含まれていた。これによってさらに他の計画が生じた。
- MESA - 気象衛星画像の受信と解析
- SERE - 衛星遠隔感知技術と地球資源の航空機による監視の利用
- SACI - 静止通信衛星での放送を介した教育方式開発

1970年代末に政府がブラジル総合宇宙計画（MECB）を承認し、国立宇宙研究所は、研究と応用のほか、大陸規模の宏大な無人地帯の国土に対して必要不可欠な宇宙科学技術の開発を始めた。

### 1980年代以降
1985年3月15日、科学技術省が設立され、INPEはその所管の直属の独立組織となり、1980年代には優先計画の開発を始めた。優先計画には以下のようなものがある。
- ブラジル総合宇宙計画(MECB)
- 中国-ブラジル地球研究衛星計画(CBERS)
- アマゾン観測計画 (AMZ)
- 気象予測・機構研究センター(CPTEC)

これによって他国の宇宙域研究の進捗を把握し、共同開発や提携を活溌に行った。この時期、ブラジルの宇宙開発に必要不可欠な、高度に専門化された活動を進展させる総合試験研究所(LIT)が設立された。
1990年代に、ブラジル初の衛星(SCD-1)が発射された。1994年以来、ブラジル宇宙機関(AEB)はブラジル宇宙計画の責任を負うようにり、INPEはAEBと緊密に連携している。1998年、2個目のブラジル衛星は1個目のものよりよい成果を挙げた。CBERS1は1999年に打ち上げられ、CBERS2が2003年に、CBERS2Bが2007年に、CBERS3が2009年に、CBERS4が2011年に打ち上げられている。

## 国際協力
2010年11月8日に宇宙航空研究開発機構とだいちを利用した森林の減少及び劣化に由来する排出の削減等(REDD+)の協力に関する意向書を結ぶことで合意した。2012年までの共同作業計画を策定することでアマゾン熱帯雨林の違法伐採の監視などでだいちの合成開口レーダーの高解像度データと、INPEが提供する現地観測データ等を比較して、精度を検証する。またNASAとJAXAが中心となって進める全球降水観測計画にも参加している。